# Rakowo, Hạt Choszczno
Rakowo [raˈkɔvɔ] (German Raakow) là một ngôi làng thuộc khu hành chính của Gmina Krzęcin, thuộc quận Choszczno, West Pomeranian Voivodeship, ở phía tây bắc Ba Lan. Nó nằm khoảng 4 kilômét (2 mi)   phía đông bắc Krzęcin, 12 km (7 mi) về phía đông nam của Choszczno, và 73 km (45 mi) về phía đông nam của thủ đô khu vực Szczecin.
Trước năm 1945, khu vực này là một phần của Đức và tên của ngôi làng là Raakow. Trong vài trăm năm, ngôi làng là tài sản của gia đình quý tộc Đức von Goltz, cho đến năm 1789, nó được mua lại bởi Berend Ludwig von Delitz, một thành viên của một gia đình quý tộc Đức khác.
Đối với lịch sử của khu vực, xem Lịch sử của Pomerania.
Ngôi làng có dân số dưới 300 người.